# Kipper

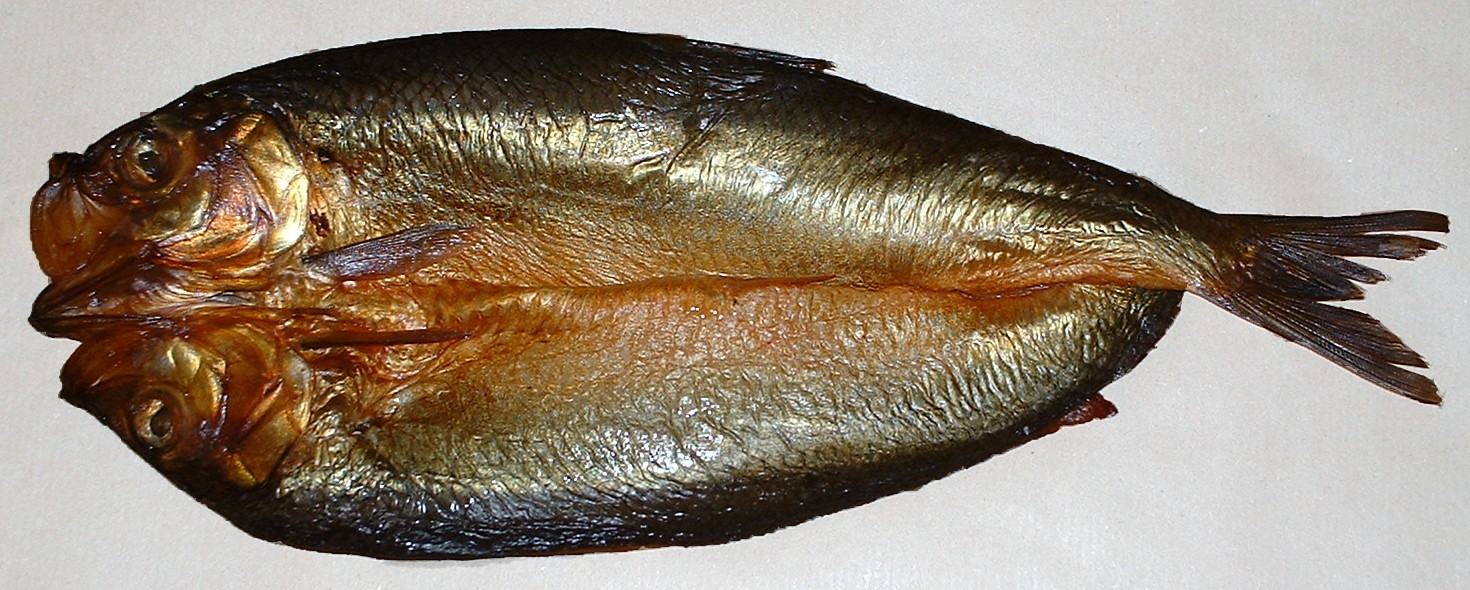
Areng preparat com Kipper

Kipper és un plat típic anglès, que consisteix en un peix clupea que s'ha partit, esbudellat, fumat en fred i salat, i que es distingeix pel seu sabor fort i textura crua. Normalment és arengada o salmó, encara que pot ser qualsevol tipus de peix de temporada ja que en salarse i fumarse n’augmenta el temps de conservació i li canvia el sabor.
Al Regne Unit i Amèrica del Nord solen ser consumits a la graella per esmorzar. Al Regne Unit, els Kippers i altres peixos preservats, com ara el bloater (Coregonus hoyi), també van ser alguna vegada gaudits comunament com a entrepà a l'hora del te o per al berenar, sent més populars entre les poblacions de classe treballadora de província i zones urbanes abans de la Segona Guerra Mundial.

## Orígens
L'origen a l'Anglès Antic de la paraula té diversos paral·lels, com ara l'Islandès kippa que significa "halar, arrabassar" i la paraula Alemanya Kippen que significa " inclinar". Similarment, la paraula Anglesa kipe denota una cistella usada per atrapar peixos. Una altra teoria traça la paraula kipper a l'kip, o petit bec, que els salmons mascles desenvolupen durant la temporada de reproducció.
L'exacte origen dels Kippers és desconegut, tot i que el peix ha estat obert, desentranyat i fumat des de temps immemorial. D'acord amb Mark Kurlansky, "Els aliments fumats gairebé sempre carreguen al costat d'ells les llegendes sobre haver estat creats per accident - usualment el camperol va penjar el menjar massa a prop a el foc, i llavors, imagini la seva sorpresa l'endemà al matí quan. . . ".
La llegenda indica que l'origen pot ser trobat en el conte de John Woodger en Seahouses a Northumberland, Anglaterra, al voltant de 1843, en què el kippering succeir accidentalment, quan el peix a punt per processar es va deixar tota la nit en una cambra amb una estufa fumejant. És sabut que la llegenda és falsa, perquè l'origen de la paraula kipper ve de l'anglès Anglosaxó; el filòleg i etnògraf anglès, Walter William Skeat, el deriva de l'Anglosaxó, kippian, fresar.
També és conegut que el kipper era consumit en Alemanya i va arribar fins a Escandinàvia en algun moment durant l'edat mitjana.

## Preparació
Peix "Fumat en fred" que no hagi estat preservat en sal, necessita ser cuinat abans de poder-se consumir sense riscos (pot ser bullit, fregit, rostit a la graella, guisat o rostit, per exemple). "Kipper snacks," (veure a baix) són precuits i fins poden ser consumits sense cap preparació addicional.

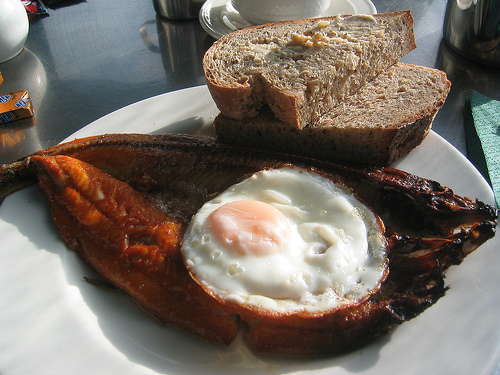
Kippers per esmorzar a Gran Bretanya.

Al Regne Unit, els Kippers solen ser servits per esmorzar, típicament acompanyat amb pa untat en mantega i melmelada de taronja amarga. Als Estats Units, on els Kippers són consumits amb menor freqüència que al Regne Unit, gairebé sempre són venuts ja sigui com "kipper snacks" enllaunats o en pots que es localitzen a la secció d'aliments refrigerats.

## Variacions regionals
La paraula en el Idioma manés per kipper és skeddan jiarg la qual es tradueix literalment com arengada vermell. Comparat amb el Irlandès scadán Dearg.
Avui dia els Kippers són extremadament populars a l'Illa de Man on milers són produïts anualment a la població de Peel on dues cases productores de kipper fumen l'arengada i el exporten al voltant de l'món: Moore 's Kipper Yard i Devereau and Son. Un dinar de kipper és coneguda com: tatties and herrin a les Terres Baixes d'Escòcia i com: spuds and herrin a l'illa de Man, on els Kippers són usualment servits amb patates i pa amb mantega.
Mallaig, alguna vegada al port amb major moviment d'arengada a Europa és famós per les seves tradicionalment fumats Kippers. Actualment només roman la casa de fumat tradicional. J. Lawrie & Sons o "Jaffy s" com és millor coneguda en una signatura ahumadora familiar a la costa oest d'Escòcia.
La petita vila de Craster en Northumberland, Anglaterra, és famosa mundialment pels seus Kippers d'arengada dels quals encara són elaborats en una ahumadora tradicional. L'única diferència és que el peix mateix ara ve de l'Atlàntic, en comptes que de les aigües locals.